# Shakespeare Tower
Pour les articles homonymes, voir Shakespeare (homonymie).

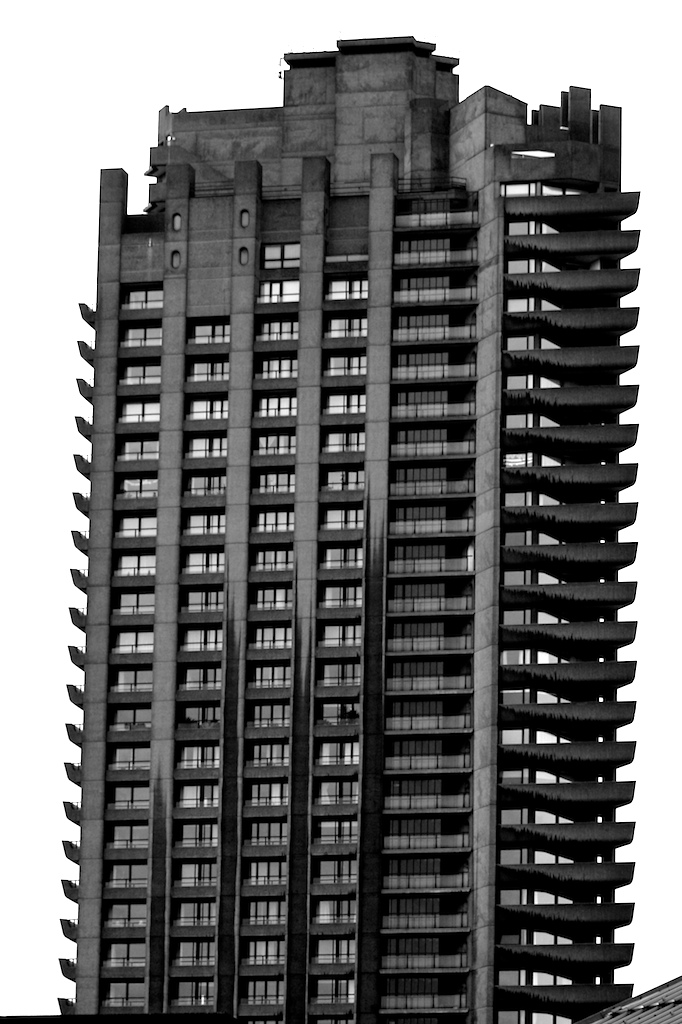
La Shakespeare Tower

La Shakespeare Tower est une tour résidentielle de la ville de Londres, située dans le quartier de La City. Elle fait partie du Barbican Estate. 
Le bâtiment mesure 123 m de haut et comporte 43 étages. Il fut construit en 1976.